# Rechtbank Tiel
De rechtbank Tiel was van 1838 tot 1934 een arrondissementsrechtbank in Nederland. Tiel was bij de oprichting het vierde arrondissement van de provincie Gelderland. Het arrondissement was verdeeld in vier kantons: Tiel, Geldermalsen, Culemborg en Zaltbommel. De rechtbank kreeg in 1882 de beschikking over een nieuw gerechtsgebouw ontworpen door J.F. Metzelaar. Het arrondissement werd in 1934 opgeheven en in zijn geheel gevoegd bij het arrondissement Arnhem.
Met ingang van 2011 deed het gerechtsgebouw alleen nog dienst als zittingslocatie van het kantongerecht; per 1 april 2013 is Tiel als zittingsplaats opgeheven. Van 2009 tot 2016 was in het gebouw een veiligheidshuis gevestigd. Daarna is het verkocht aan een vastgoedontwikkelaar die het heeft verbouwd tot 24 appartementen voor wonen met zorg.